# Amparo Fortuny
Amparo Fortuny é uma diretora e produtora valenciana de filmes e documentários.
Nasceu na cidade de València como Amparo Soria Fortuny. Estudou no Instituto de Secundária Lluís Vives em València.
Estudou Guião cinematográfico no NIC e graduou-se no Escuela de Cinematografía y Audiovisual de la Comunidad de Madrid (ECAM). Dirigiu vários curtas-metragens e um longa-metragem, "Estudar en Primavera".
Compatibilizou durante anos o trabalho em televisão de diferentes projetos audiovisuais. Estreou-se na direção do curta-metragem "Quizá Broadway" (2008, premiere à Enana Marrón), ao qual lhe seguem o videoclipe "Come on Gym" estreado em MTV em 2010 e codirigeix o falso documentário "La Mata" (2012) . "Estudar na primavera" (2014) foi o seu primo longa-metragem documental, estreou-se à Cineteca de Matadero Madrid. Participou em vários festivais internacionais.

## Filmografia
- Quizá Broadway (2008)[3][4]
- Come on Gym (2010)[3][4]
- La Mata (2012)[3][4]
- Estudar en primavera (2014)[3][4]